# Peggy McIntaggart

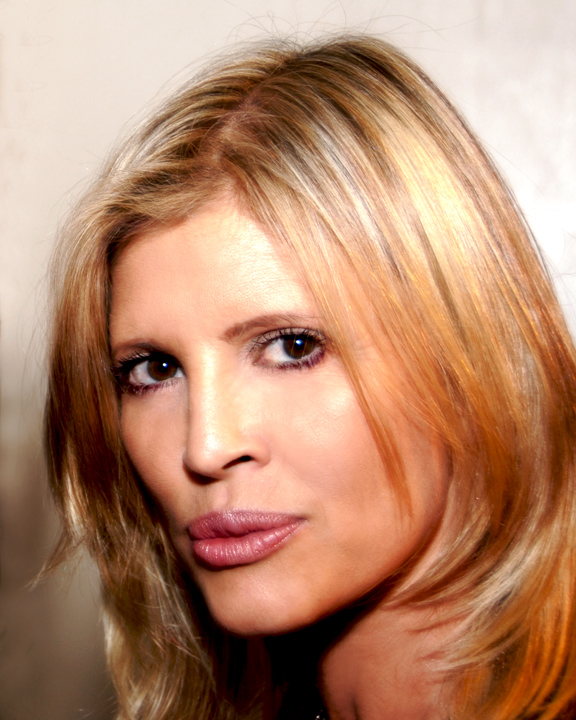
Peggy McIntaggart, 2007

Peggy McIntaggart (* 6. September 1961 in Midland, Ontario) ist eine kanadische Filmschauspielerin und Model. Sie trat auch unter den Namen Peggy Sands, Peggy Sanders oder Peggy Seagren auf.

## Leben und Karriere
Peggy McIntaggart wurde Anfang der 1980er Jahre neben ihrer Arbeit als Model als Schauspielerin in Filmen und Fernsehserien-Episoden tätig. So spielte sie eine „schamlose Frau“ in Kopfüber in die Nacht oder eine Stripperin in Beverly Hills Cop II. Eine Hauptrolle war die schießwütige Rächerin „Maggie“ im Action-B-Movie Lady Avenger.
Im Januar 1990 war sie Playmate des Monats im Playboy.
Bis 1994 spielte sie in kleineren Filmrollen. 2003 spielte sie unter dem Namen Peggy Seagren noch einmal in zwei Produktionen mit.

## Privatleben
Das erste Mal war sie von 1994 bis 1997 verheiratet. Dann heiratete sie 1998 den Stabhochsprung-Olympiasieger Bob Seagren. 2007 ließ sie sich scheiden.

## Filmografie
- 1982: 33 Brompton Place (Miniserie, eine Folge)
- 1985: Kopfüber in die Nacht (Into the Night)
- 1987: Beverly Hills Cop II
- 1988: Phönix – The Warrior
- 1988: Lady Avenger
- 1989: Heartstopper
- 1990: Two Evil Eyes
- 1990: Far Out Man
- 1991: Baywatch – Die Rettungsschwimmer von Malibu (Fernsehserie, eine Folge)
- 1991: Camp Fear
- 1997: 4x Herman (Fernsehserie, eine Folge)
- 1994: A Promise Kept: The Oksana Baiul Story
- 1995: Cyber Tracker 2 – Die Rückkehr
- 2003: Nur Hunde kommen in den Himmel (Quigley)
- 2003: Ghost Rock